# 社会党 (英格兰和威尔士)
社会党（英語：Socialist Party）是英格兰和威尔士的一个托洛茨基主义政党。该党的前身是工党内部派别战斗倾向。1991年，战斗倾向决定放弃“打入主义”，脱离工党。随后，战斗倾向的多数派形成独立组织，取名为“战斗劳工”；少数派则继续留在工党，形成现在的社会主义呼吁派别。1997年，战斗劳工改组为社会党。2019年，该党分裂出社会主义替代 (英格兰和威尔士) 。